# Dai-Ichi Seimei

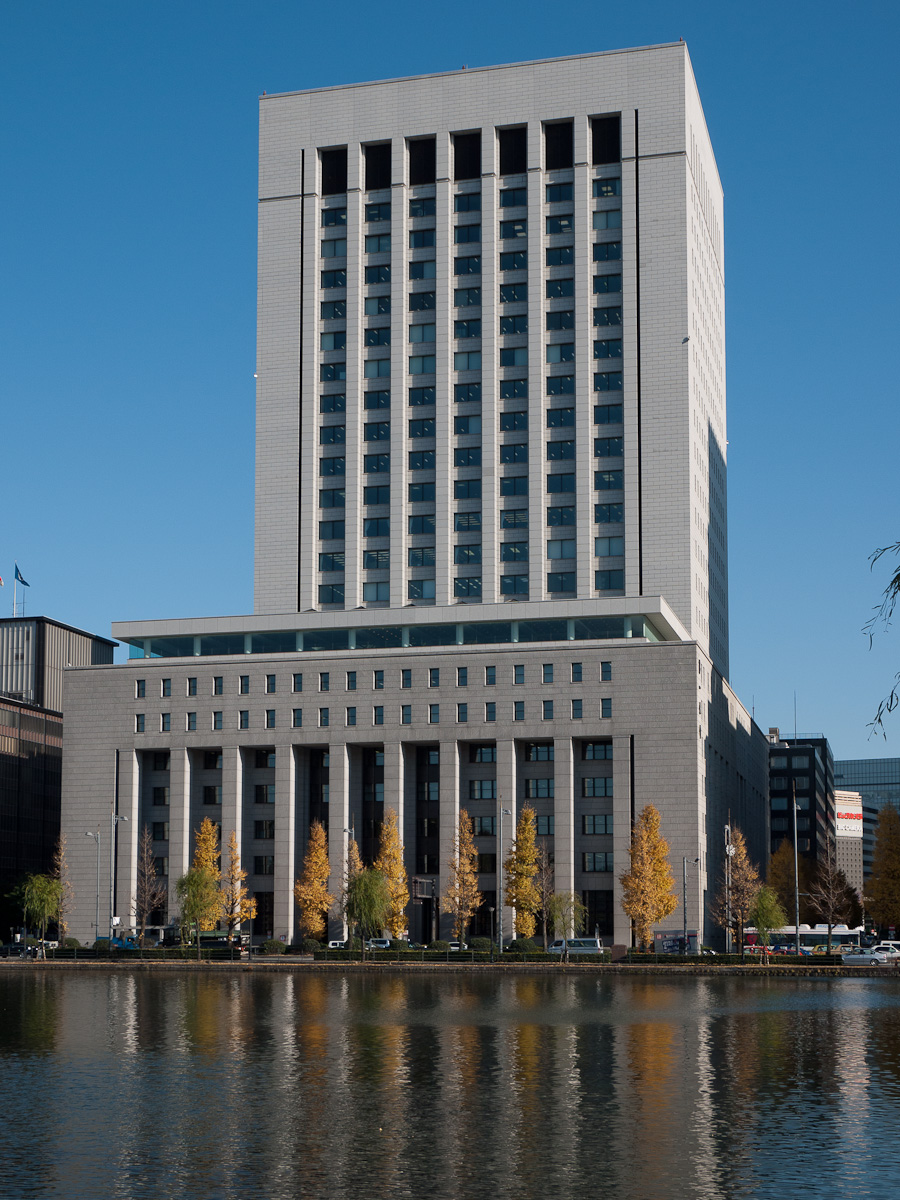
DN Tower 21, oficines centrals de la companyia a Chiyoda-ku, Tòquio, Japó.

Dai-Ichi Seimei(第一生命保険株式会社, Dai-ichi Seimei Hoken Kabushiki-gaisha) és la segona assegurança de vida més gran del Japó. És també una de les assegurances més velles del Japó, ja que fou fundada el 15 de setembre de 1902.